# La Tregua (El Salvador)
La Tregua fue un pacto que estuvo vigente entre marzo de 2012 hasta mayo de 2014, realizado entre el gobierno de Mauricio Funes y las pandillas Mara Salvatrucha y la Mara Barrio 18 con el objetivo de reducir el número de asesinatos y extorsiones a cambio de mejores condiciones carcelarias y ciertos privilegios de visita. Los principales negociadores de la tregua fueron el ministro de Seguridad Pública, David Munguía Payés, el exdiputado Raúl Mijango y el obispo Fabio Colindres, y las negociaciones fueron supervisadas por el presidente Mauricio Funes.  que estuvo en vigencia desde marzo de 2012 hasta mayo de 2014. 

## Descripción general
En noviembre de 2011, el presidente Funes destituyó a Manuel Melgar de la cartera de Seguridad Pública reemplazándolo por el general David Munguía Payés, un hombre de confianza de Funes. Una vez en el cargo, el general Munguía prometió que los homicidios se reducirían en un 30%. Desde un primer momento se planteó un plan de diálogo con las pandillas, con conocimiento de Funes y del por entonces fiscal general Luis Martínez. Como producto de la operación, tanto el general Munguía como Raúl Mijango buscaron una persona influyente que integrara el equipo de diálogo. En un primer momento invitaron a José Luis Escobar Alas, arzobispo de San Salvador, pero este declinó. Luego invitaron al monseñor Gregorio Rosa Chávez y al monseñor Rafael Urrutia, pero estos declinaron. Después de estos rechazos buscaron al monseñor Fabio Colindres, quien aceptó. Con Colindres en el equipo, Munguía lo envió junto a Mijango a sondear las pandillas, obteniendo información de la ubicación de los líderes de las bandas criminales (localizados principalmente en la cárcel de Zacatecoluca). Debido a fricciones con el director de Centros Penales, Douglas Moreno, este fue nombrado viceministro de Seguridad Pública quedando a cargo de su función Nelson Rauda.
Reunidos los líderes de Mara Salvatrucha (MS-13) y Mara Barrio 18 (MS-18), se elaboró un documento llamado "Documento marco para la búsqueda de paz" con el compromiso de reducir los homicidios, a cambio de beneficios para los líderes de las pandillas. Producto de esto, los líderes fueron trasladados de la cárcel de máxima seguridad a cárceles de mediana seguridad, en las cuales pudieron fortalecer sus estructuras criminales, a la par que la cantidad de asesinatos se desplomaron. Además, se retiró a los militares de las labores de registro en las cárceles y se permitió la entrada de electrodomésticos en las cárceles. Sin embargo, a pesar de la Tregua, las estructuras criminales siguieron extorsionando.
El 14 de marzo del 2012, el diario El Faro hizo público la negociación entre el gobierno y los líderes de las pandillas. Esta revelación tuvo un profundo impacto. En un principio, el gobierno negó la existencia de una "tregua". El general Munguía declaró: "Quiero ser claro y contundente: el gobierno de la República en ningún momento está negociando con ninguna pandilla" atribuyendo la reducción de los crímenes a la policía. El presidente Funes, por su lado, negó que impulsara el acuerdo aunque reconoció que tomó medidas para facilitar la Tregua. Con el paso del tiempo, otros líderes de pandillas como la Mao Mao se unieron a la Tregua.
Debido a la campaña presidencial por las elecciones del 2014, la Tregua fue un punto de fricción usado por la oposición, motivando que el gobierno de Funes se distanciara. Debido a la cercanía de las elecciones, se dispuso la muestra de firmeza ante las maras para ganar la simpatía de los electores para el FMLN. Las pandillas pidieron que se reanudara el diálogo y para lograr tal fin incrementaron de manera violenta los asesinatos. En diciembre de 2013, Funes declaró que la "Tregua de las maras entró en crisis, pero no se ha roto". En mayo de 2014, Funes reconoció que la Tregua había fracasado. Con anterioridad, declaró que el M-18 decidió romper la Tregua.

## Guerra civil y acuerdos de paz
En enero de 1992 se daría uno de los acontecimientos que daría inicios a esta tregua, tras la finalización de la guerra civil se daría el proceso de posguerra y una constante serie de Deportaciones Masivas desde Estados Unidos hacia El Salvador muchos inmigrantes durante la guerra civil huyeron hacia territorio norteamericano en busca de oportunidades debido a la violencia y persecución por parte de militares y guerrilleros, tras firmarse la paz en 1992 llegarían las primeras deportaciones entre los años 1995-1999 durante la presidencia de Bill Clinton muchas de estas personas tenían comportamientos violentos debido a que las pandillas estadounidenses junto con migrantes centroamericanos crearon la MS-13 Y Barrio 18 en los años ochenta durante la guerra civil, su tropicalización es debida al comportamiento de estos en territorio extranjero, a finales de los 90's y principios de los 2000's darían orígenes las primeras pandillas callejeras o autóctonas sus delitos estaban relacionados como la extorsión, los secuestros y asesinatos incluso se especula que hacían alianzas con los desmovilizados de la guerra para cometer sus fechorías. 

## Plan Mano Dura y Super Mano Dura
Durante los años 2000-2009 se crearía al Plan Mano Dura y Super Mano Dura para contrarrestar este flagelo en los gobiernos de Francisco Flores y Antonio Saca que consistía en reprimir a las pandillas pero terminaría en un rotundo fracaso debido a que hubo denuncias de capturas arbitrarias y ejecuciones extrajudiciales.

## Masacre de 2010
En junio de 2010 se daría la masacre de 17 personas en la quema de un microbús de la ciudad de Mejicanos en San Salvador lo cual daría a inicios de la tregua definitivamente además de las constates extorsiones y asesinatos.

## Acusaciones contra Norman Quijano y otros políticos
Durante las elecciones presidenciales del país en el 2014, Norman Quijano (exalcalde de San Salvador) fue elegido candidato presidencial por el partido ARENA compitiendo con el entonces vicepresidente Salvador Sánchez Cerén (del partido FMLN), sin embargo, debido a que el fmln aún gozaba de la confianza de los salvadoreños a pesar de la tregua, el partido seguía contando con el apoyo de la población, Quijano estaba planeando formas de ganar apoyo entre las pequeñas comunidades del país, como Lislique, Poloros y otros pequeños pueblos del país. Fue hasta el 2021 cuando Quijano fue acusado por el tribunal salvadoreño, acusándolo de tener reuniones con líderes de pandillas, y tener conversaciones privadas, con estos, acuerdos como detener la actividad militar y policial contra los pandilleros, y aprobar leyes para beneficiar a los pandilleros. pandillas en el país. todo esto estaba detrás de los acuerdos clandestinos de quijano con las pandillas si votaban por él en las entonces elecciones presidenciales de 2014. Debido a estas controversias, se dice que Norman Quijano ha escapado a Honduras aunque aún no se ha confirmado.
Algunos políticos y funcionarios tanto del actual gobierno del FMLN como la oposición la cual era representada por ARENA ,negociaron con grupos delictivos durante la campaña electoral para las elecciones de ese mismo año, entre los políticos de ARENA podemos apreciar la aparición del fallecido exalcalde de Ilopango Salvador Ruano, el entonces diputado de la Asamblea Legislativa, Ernesto Muyshondt que cumple actualmente una sentencia en prisión por otros delitos debido a que paso a gobernar la Alcaldía de San Salvador y el entonces exalcalde de San Salvador Norman Quijano que actualmente funge como Diputado del PARLACEN aparecieron captados en videos negociando con miembros de pandillas ofreciéndoles dadivas y condiciones para elegir al próximo presidente de la república, En mayo de 2025 el departamento de estado de Estados Unidos confirmó que Quijano fue localizado en Houston Texas donde fue capturado y posiblemente enfrente una deportación. Mientras que los funcionarios del FMLN fueron captados en video Aristides Valencia que fungió como ministro de gobernación y el exdiputado Benito Lara también ofreciéndoles dadivas y favores durante la gestión del presidente Salvador Sánchez Cerén. En la actualidad Benito Lara se encuentra residiendo en El Salvador enfrentando un juicio por un caso de enriquecimiento ilícito cometido durante las administraciones del FMLN, mientras que Arístides Valencia se cree que pueda estar residiendo en Venezuela bajo la protección del gobierno de Nicolás Maduro.